# L'Escapade (film, 1923)
Pour l’article homonyme, voir L'Escapade.

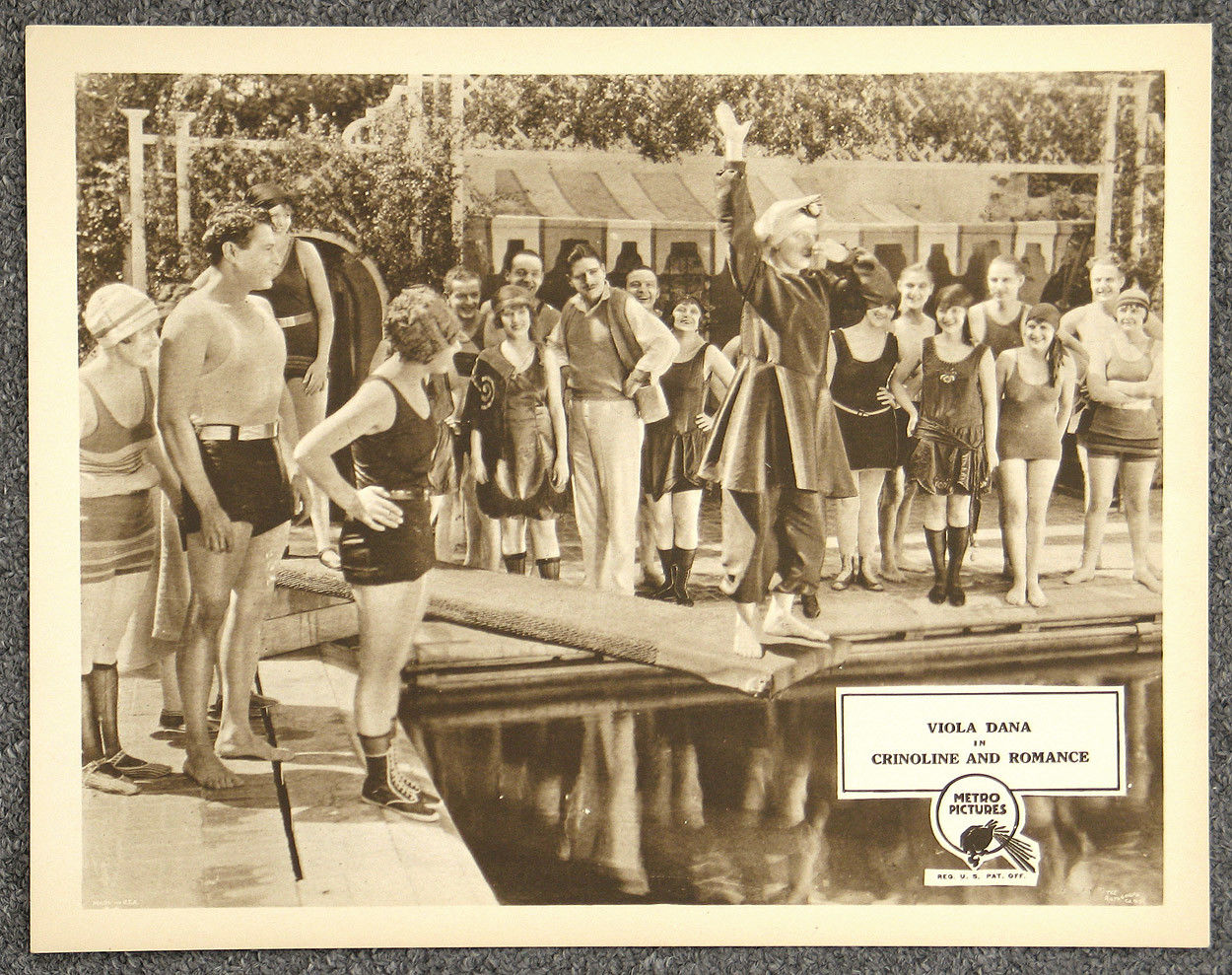
Carte promotionnelle du film.

L'Escapade (Crinoline and Romance) est un film américain réalisé par Harry Beaumont, sorti en 1923.
L'action du film se situe en Caroline du Nord.

## Synopsis
Le colonel Charles E. Cavanaugh vit dans un quartier isolé de Caroline du Nord avec sa petite-fille orpheline, Emmy Lou. Il l'a élevée dans l'ignorance la plus totale de la vie au-delà de ce seul endroit, et elle porte encore des crinolines. La vieille demeure des Cavanaugh est désormais aux mains de la nièce du colonel, Mme Kate Wimbleton, une femme d'âge mûr de la haute société qui aime s'entourer de jeunes. Elle invite Emmy Lou à lui rendre visite, mais le grand-père refuse. Elle envoie alors Davis Jordan pour l'aider à sortir sa nièce de sa situation difficile. Lorsque Jordan retrouve Emmy Lou, les domestiques le chassent des lieux. Emmy Lou décide de s'enfuir et d'aller rendre visite à sa tante. Ses idées démodées et son costume séduisent les hommes et elle connaît un grand succès. Puis, elle apprend la maladie de son grand-père et retourne auprès de lui. Jordan et Augustus Biddle la suivent. Les deux hommes sont amoureux d'elle et elle n'arrive pas à choisir lequel elle veut épouser. La rivalité entre eux mène à une bagarre, et le Colonel décide qu'il vaudrait mieux régler le problème au pistolet, en duel.

## Fiche technique
- Titre original :  Crinoline and Romance
- Réalisateur : Harry Beaumont[3]
- Scénario : Bernard McConville
- Photographie : John Arnold
- Production : Metro Pictures
- Distributeur : Metro Pictures
- Durée : 60 minutes (6 bobines)[4]
- Date de sortie : 5 février 1923

## Distribution
- Viola Dana : Miss Emmy Lou
- Claude Gillingwater : Col. Charles E. Cavanaugh
- John Bowers : Davis Jordan
- Allan Forrest : Augustus Biddle
- Betty Francisco : Kitty Biddle
- Mildred June : Birdie Bevans
- Lillian Lawrence : Mrs. Kate Wimbleton
- Gertrude Short : Sibil Vane
- Lillian Leighton : Abigail
- Nick Cogley : Oncle Mose